# Grandes opérations d'architecture et d'urbanisme

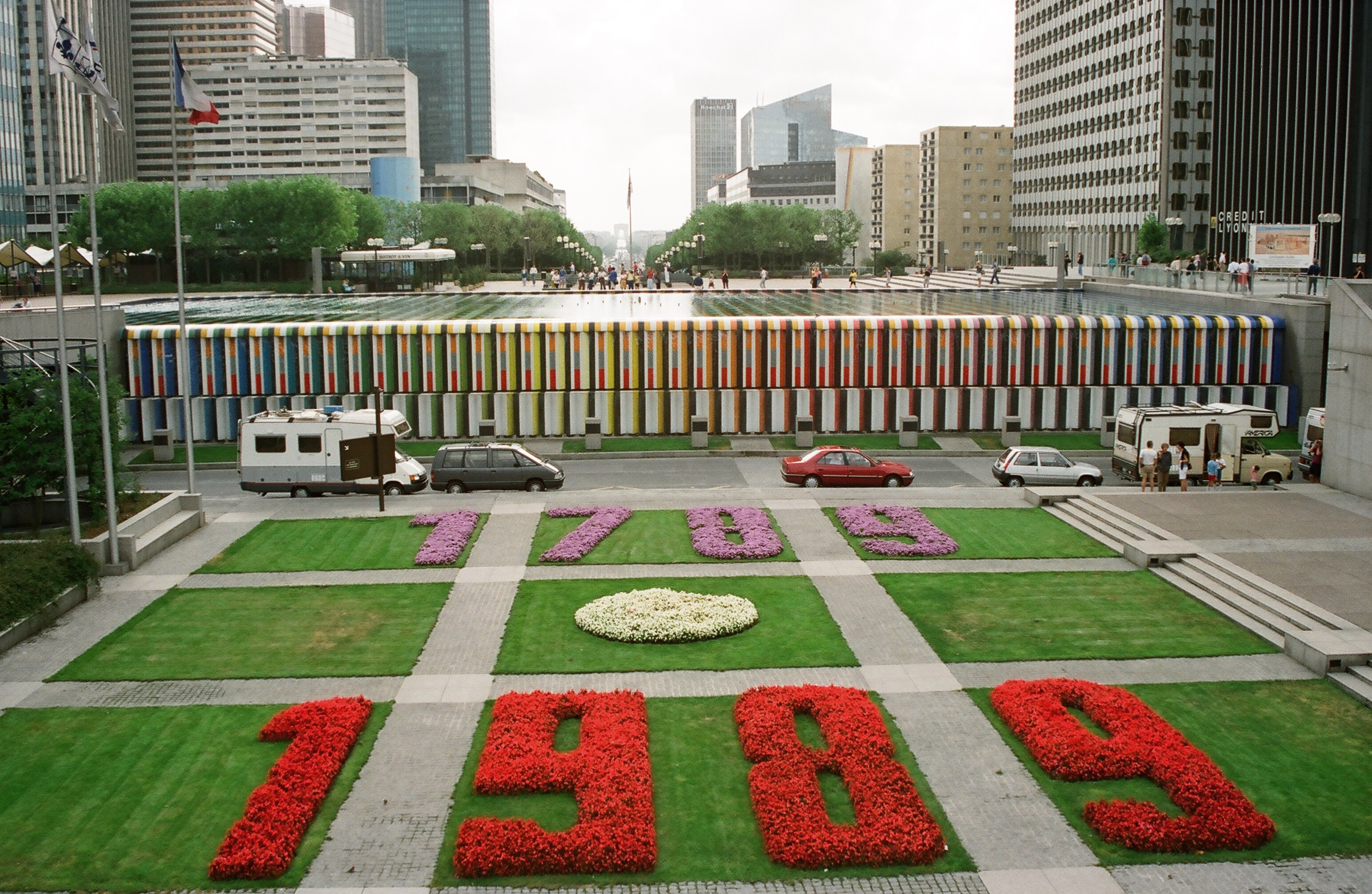
Molte delle Grands Projets furono realizzate con l'intento anche di celebrare il bicentenario della rivoluzione francese nel 1989, anno della loro generale inaugurazione.

Le Grandes opérations d'architecture et d'urbanisme (o Grands Travaux, Grands Projets Culturels o solo Grands Projets) sono state delle grandi opere volute o organizzate principalmente da François Mitterrand tra gli anni '80 e '90.
Incentrate soprattutto nella rivitalizzazione di Parigi, le opere spaziano dalla piramide del Louvre (come parte del Grand Louvre) all'Opéra Bastille, fino all'Euro Tunnel tra Francia e Regno Unito. Sebbene alcune grandi opere siano state ideate o avviate già ai tempi della presidenza di Valéry Giscard d'Estaing, esse sono state comunque modificate radicalmente da Mitterrand stesso.

## Storia

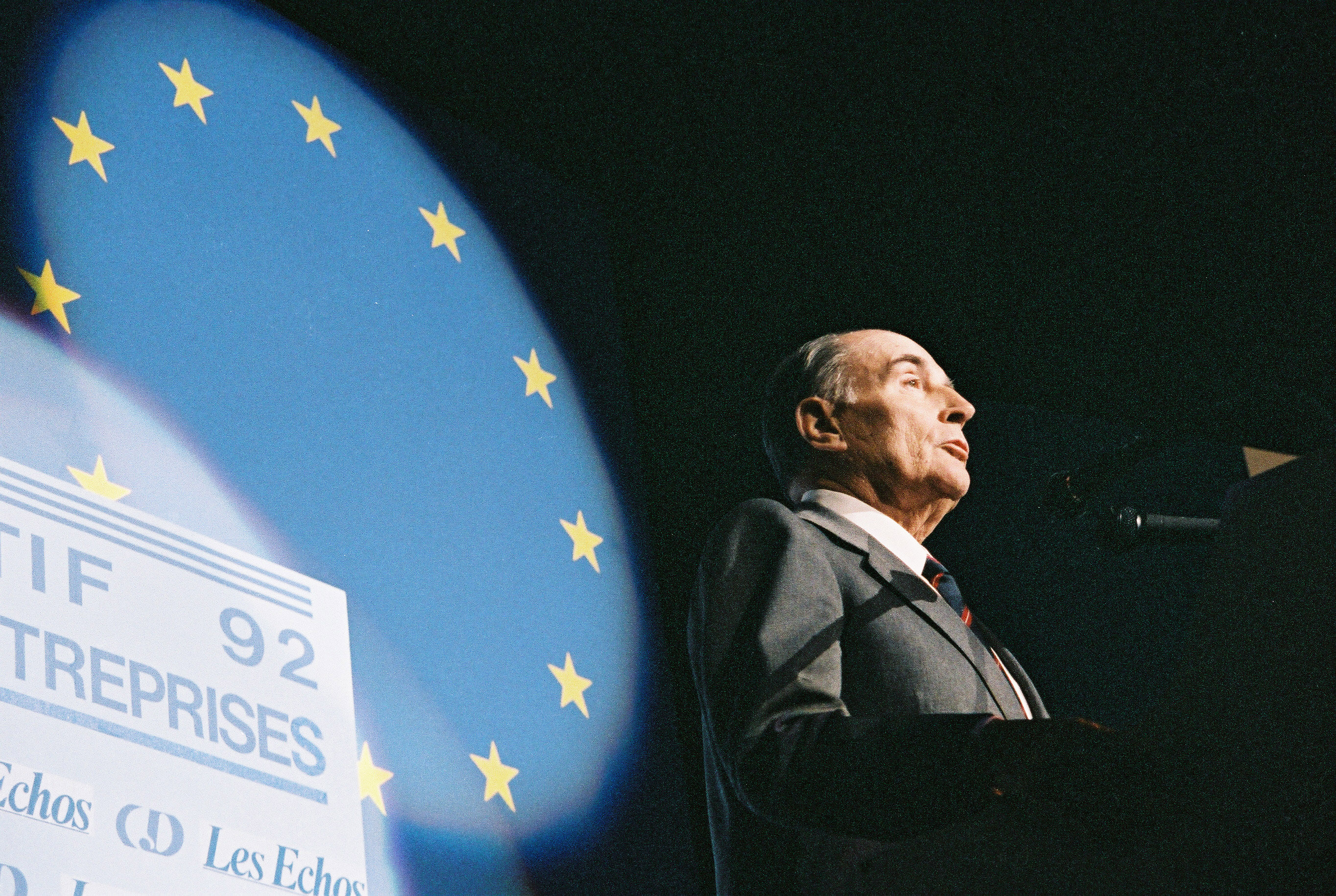
François Mitterrand nel 1987 mentre illustra i piani per il futuro dell'Europa, all'interno dei quali furono idealmente inserite le grandi opere da lui volute.

François Mitterrand si presenta alle elezioni presidenziali francesi del 1981 con un vasto programma di riforme socialiste e con l'intento di realizzare nuovi progetti architetturali sia simbolici, sia di pubblica utilità.
Traendo ispirazione dal Centro Georges Pompidou costruito negli anni '70 e volendo promuovere la cultura e l'arte ai massimi livelli, specie in coincidenza del 200º anniversario della rivoluzione francese, Mitterrand definì sin da subito una serie di interventi che avrebbero dovuto cambiare il volto della capitale francese.

## Elenco

### Il Musée d'Orsay (1986)

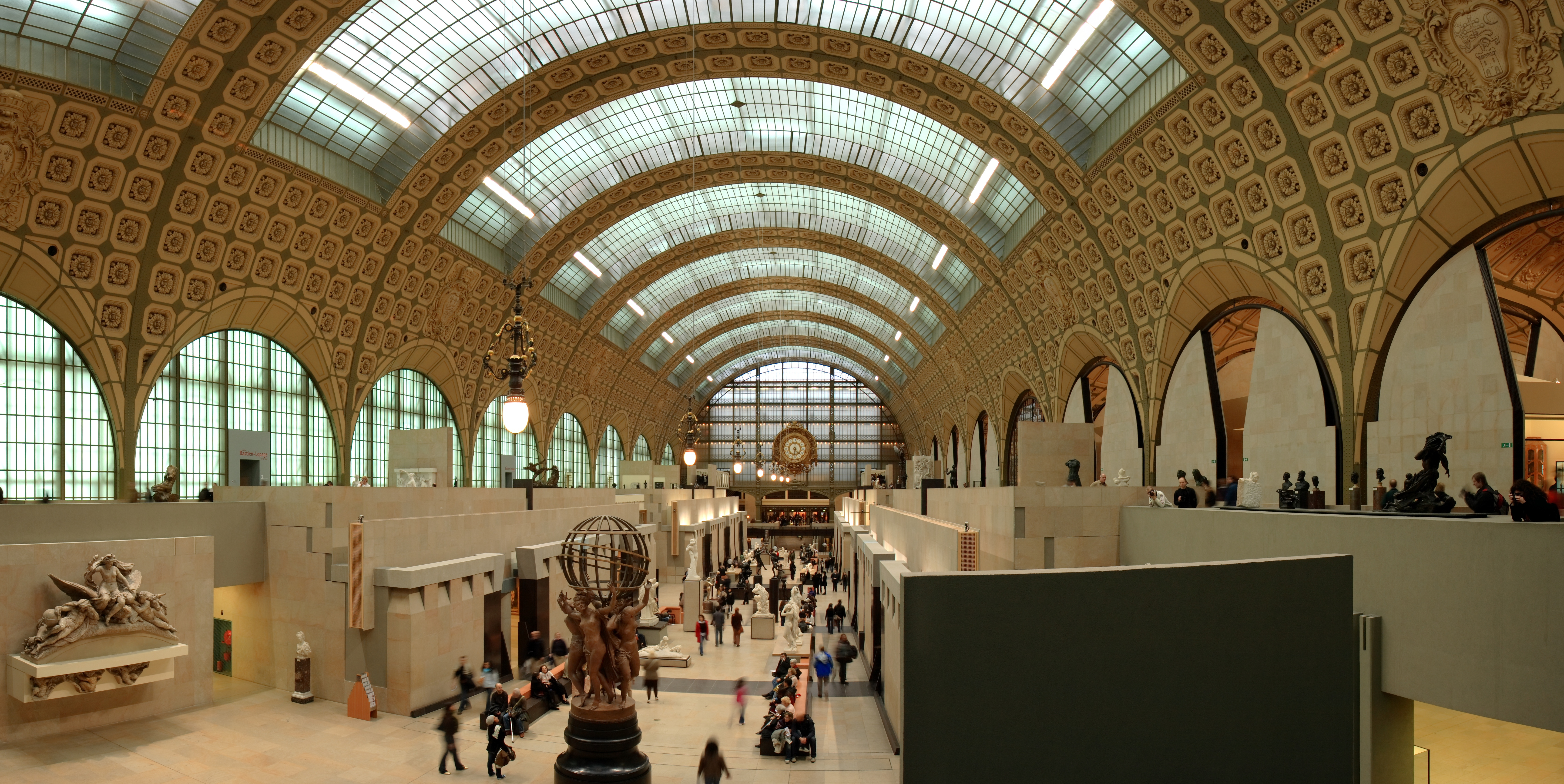
Il Museo d'Orsay, ultimato nel 1986.

Nel 1977 il governo francese prese la decisione di rinnovare la stazione di Parigi Orsay in un museo di grandi dimensioni. L'architetta italiana Gae Aulenti si aggiudicò il progetto, che supervisionò durante la sua costruzione dal 1980 al 1986, anno nel quale fu inaugurato il 1º dicembre.

### Parc de la Villette (1985 - 1987)

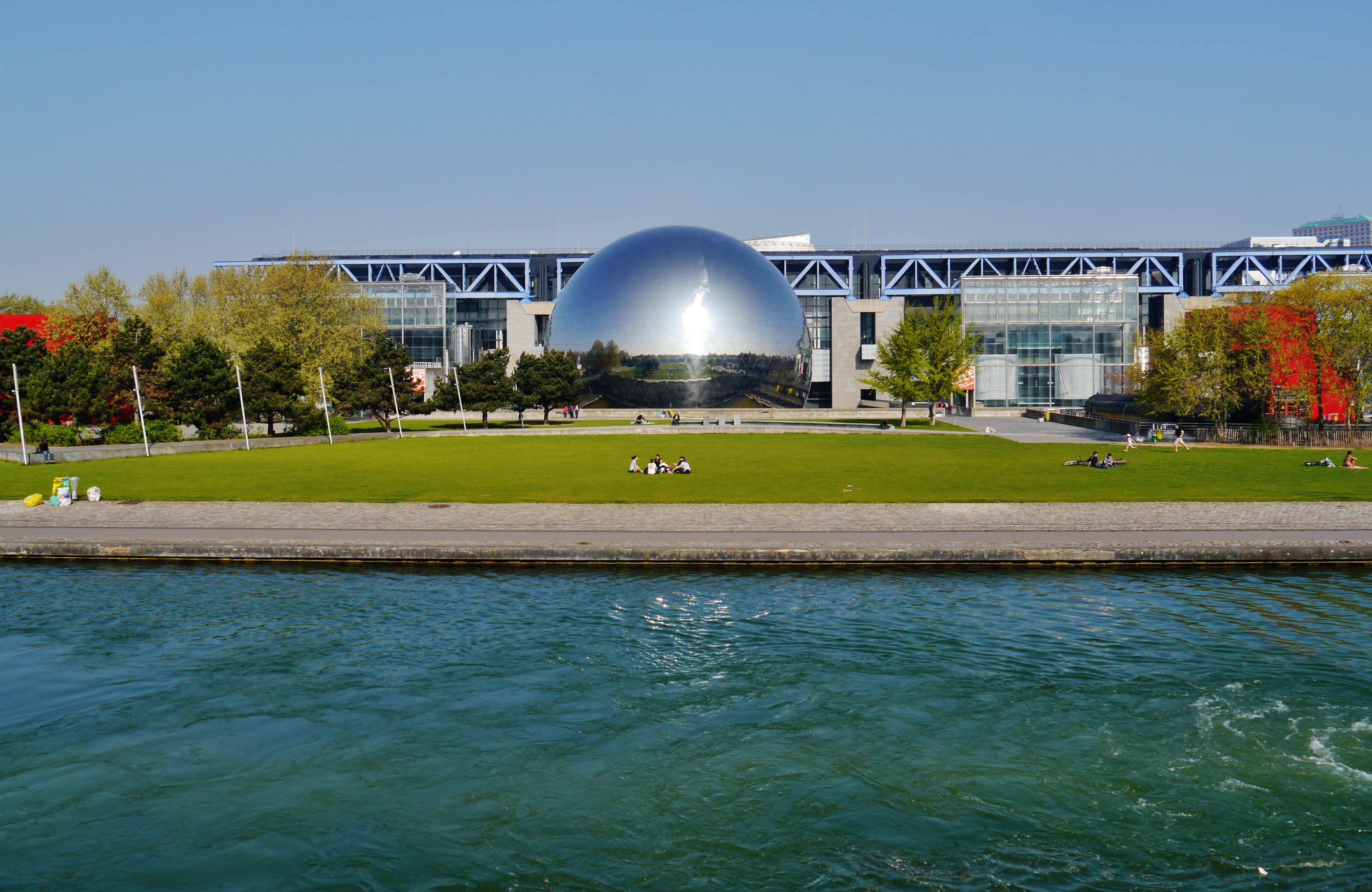
Parc de la Villette e il Geode, un cinema emisferico.

Progetto lanciato nel 1979 e aggiudicato da Bernard Tschumi, si trattò di creare un parco tecnologicamente avanzato e orientato anche allo svago, con oltre venti ettari di terreno dedicati. La parte principale del progetto fu completata a fine 1987. Il museo della scienza include anche il Geode, un cinema emisferico con impianto IMAX.

### Istituto del Mondo Arabo (1987)
Fondata la relativa organizzazione nel 1980, il progetto per il relativo edificio fu assegnato all'architetto Jean Nouvel e ultimato nel 1987. Situato lungo la Senna, come diverse altre grandi opere del gruppo, si distingue per le vetrate particolarmente ornate delle facciate principali, una caratteristica tipica dell'architettura islamica per creare luci filtrate negli ambienti interni.

### Grande Archede La Défense (1989)

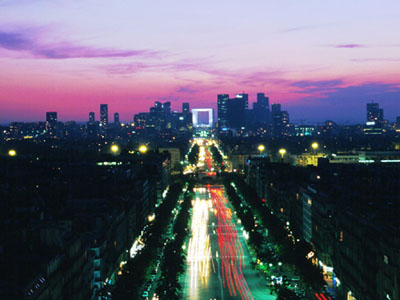
L'Arco de La Défense illuminato, al tramonto.

Collocato al termine occidentale dell'asse visuale e viario che va dal quartiere La Défense fino al Palazzo del Louvre, il progetto fu lanciato nel 1982 e fu guidato nella sua costruzione da più architetti. Riprende in forma stilizzata l'Arco di Trionfo, sebbene abbia la forma esterna quasi di un perfetto cubo. Fu inaugurato il 14 luglio 1989.

### L'edificio Colbert (1989)

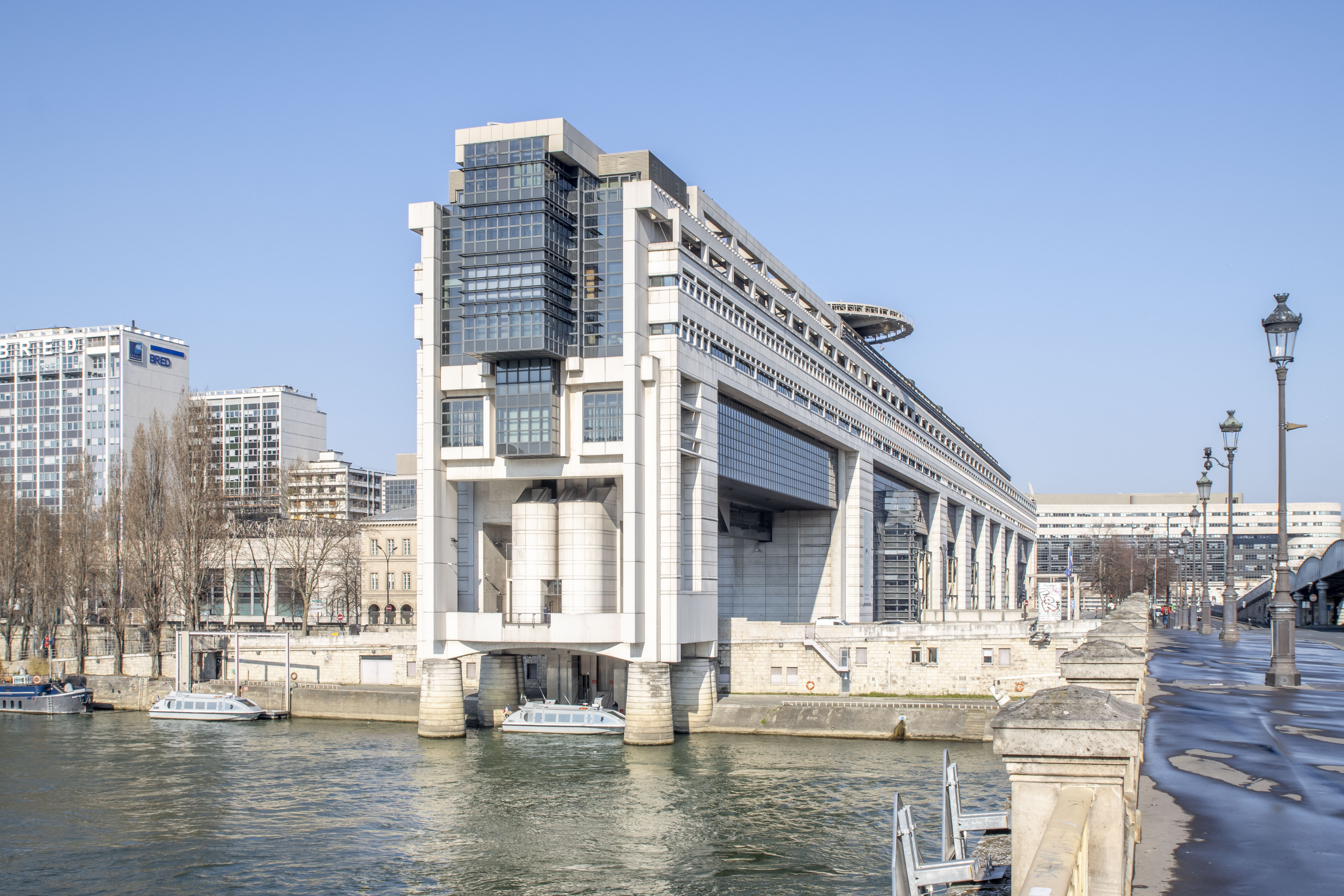
L'edificio Colbert (anche noto come Bercy per metonimia), sede del Ministero dell'Economia e delle Finanze dal 1989.

Costruito tra il 1984 e il 1989 per dare una nuova sede al Ministero delle Finanze che occorreva trasferire dal Palazzo del Louvre, è un complesso monumentale allungato che giunge fino alla Senna. Si trova accanto alla Gare de Lyon e il relativo ministero che vi si trova all'interno è chiamato per metonimia Bercy.

### Grand Louvre(1989-1993)

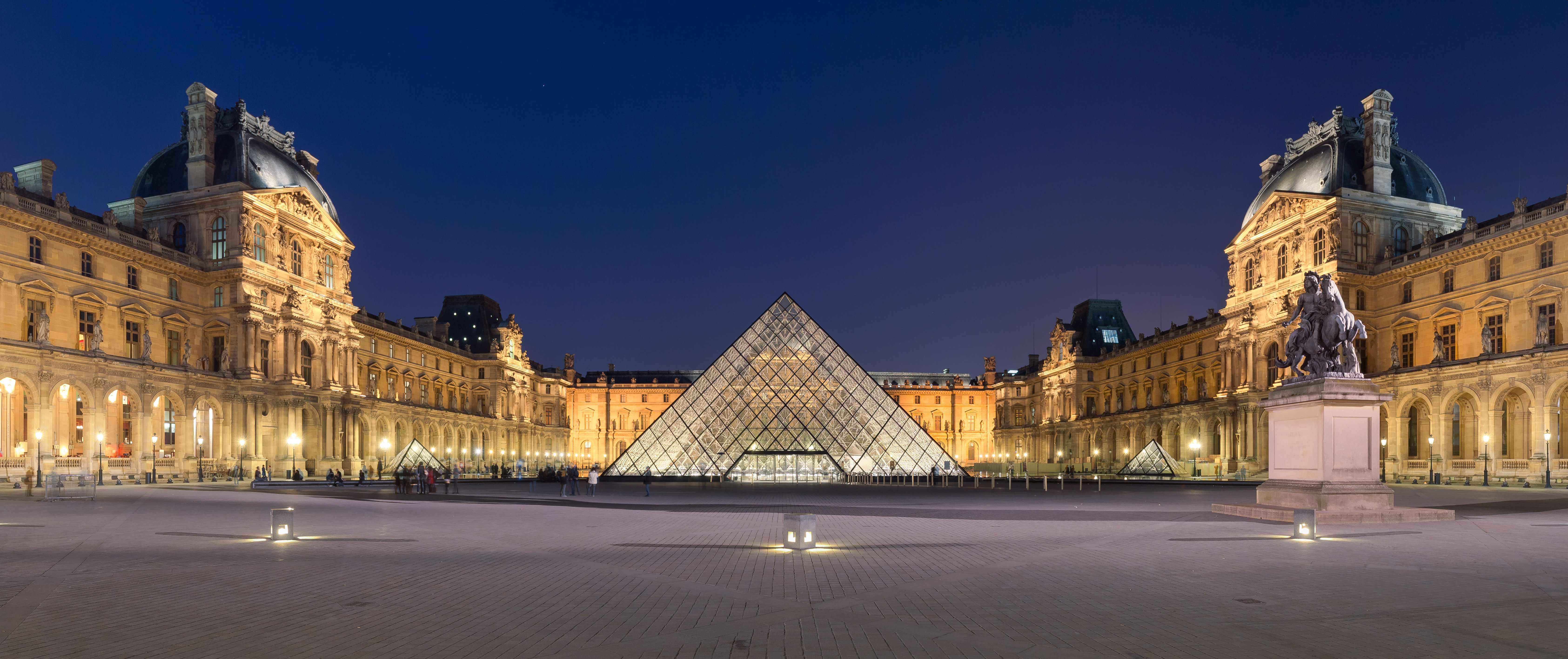
La piramide del Louvre, inaugurata nel 1989, è il fulcro del nuovo Grand Louvre.

Il Palazzo del Louvre era la sede del Ministero delle Finanze da oltre un secolo, nonostante vari tentativi di spostarlo in altre sedi. L'idea venne ripresa sin dal 1981 da Mitterrand e posta subito in esecuzione: dopo diversi anni di lavori, coordinati dall'architetto Ieoh Ming Pei, nel luglio 1989 il Ministro delle Finanze riconsegnò formalmente le chiavi della parte del Palazzo del Louvre occupata dal suo ministero. Oltre alla creazione di una nuova entrata sormontata da una grande piramide vetrata, fu creato e inaugurato nel 1993 il Carrousel du Louvre, un centro commerciale decorato artisticamente come il resto del museo e talvolta oggetto di controversie.

### L'Opéra Bastille (1990)

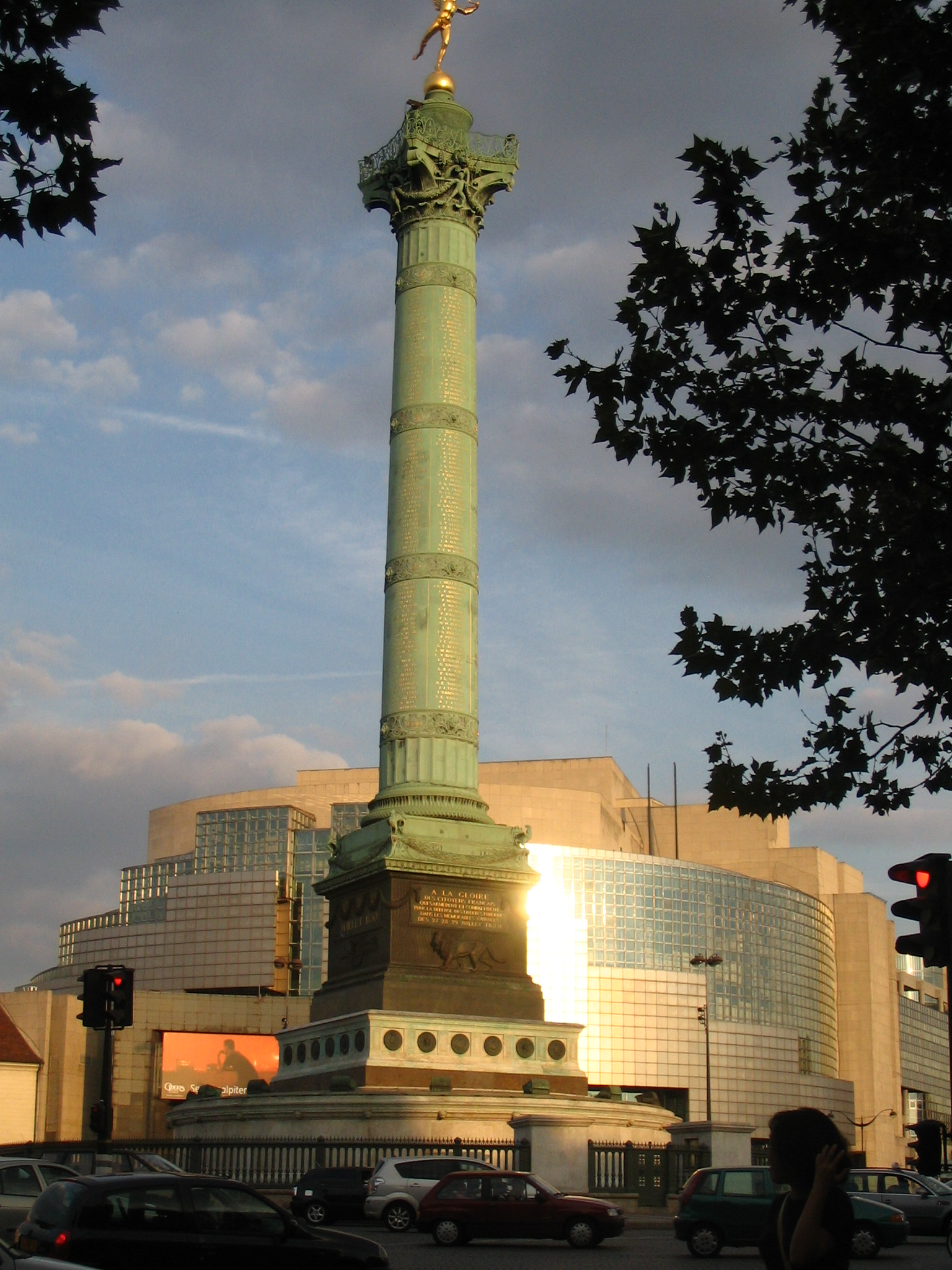
L'Opéra Bastille con la colonna di Luglio al tramonto.

Sfruttando la demolizione dell'ormai obsoleta Gare de la Bastille nel 1984, si ideò la costruzione di un nuovo grande teatro dell'opera, complementare al Palazzo Garnier. Ideata da Carlos Ott e inaugurato il 13 luglio 1989, il teatro dalle superfici vetrate ricorda per forma l'antica Bastiglia e si inserisce in buona parte in un isolato di edifici ottocenteschi preesistenti, dando l'impressione di essere un edificio esistente da molto più tempo.

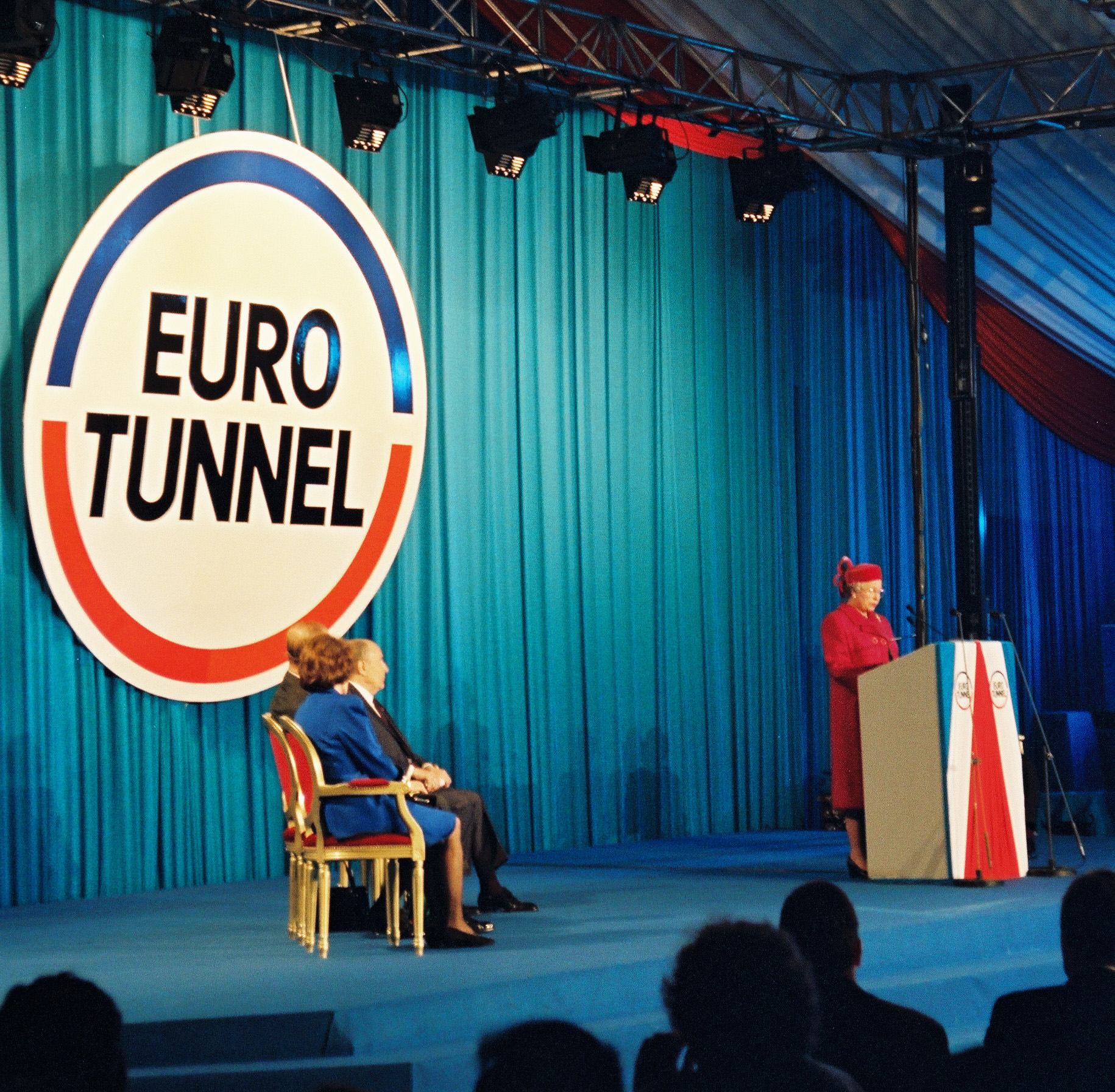
Inaugurazione dell'Eurotunnel a Calais, 6 maggio 1994

### L'Eurotunnel(1994)
Nel gennaio 1986 la premier inglese Margaret Thatcher e Mitterrand si incontrarono per discutere la progettazione di un tunnel ferroviario sotto la manica. Dopo anni di lavori e anche diatribe sul finanziamento dell'opera (Mitterrand la voleva finanziata dallo stato, mentre la Thatcher solo da privati), il tunnel è stato infine inaugurato nel maggio 1994.

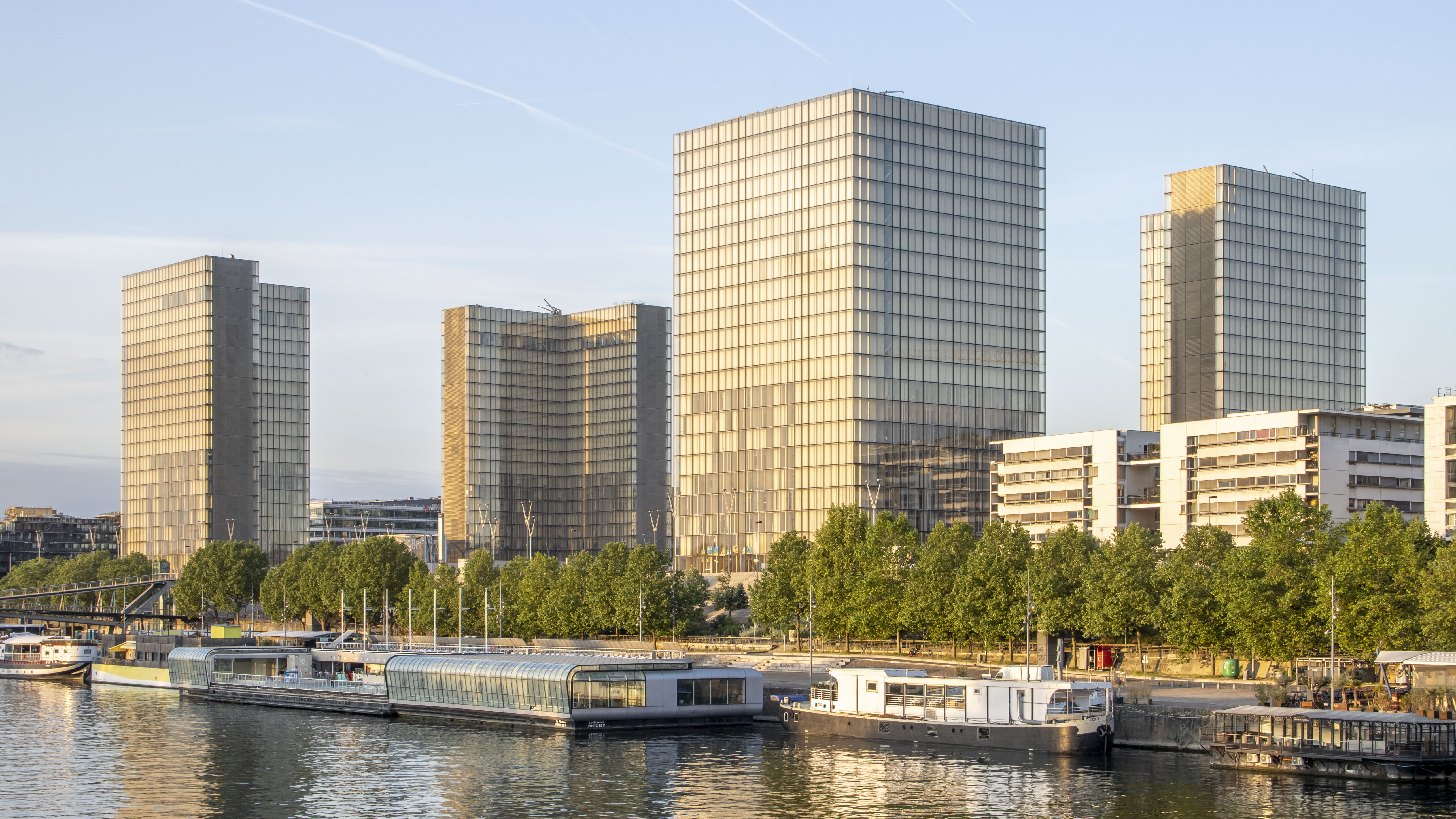
Le torri a L della Biblioteca nazionale di Francia, viste dal Lungosenna.

### Biblioteca Nazionale di Francia (1996)
Aperta nel dicembre 1996, fu l'opera più costosa del gruppo delle grandi opere parigine. Risulta formata da torri a forma di L che rappresentano dei libri aperti, contenendo in totale più di 10 milioni di volumi.